# Psychotria aschersoniana
Psychotria aschersoniana är en måreväxtart som beskrevs av Karl Moritz Schumann och Kurt Krause. Psychotria aschersoniana ingår i släktet Psychotria och familjen måreväxter. Inga underarter finns listade i Catalogue of Life.